# Elisabeth Köstinger
Elisabeth Köstinger (Wolfsberg, 22 novembre 1978) è una politica austriaca, ministro federale dell'agricoltura, delle regioni e del turismo dal 2020 al 2022 nei governi Kurz II, Schallenberg e Nehammer.
Dal 2017 al 2019 è stata ministro per la sostenibilità e il turismo nel governo Kurz I. Dal 2017 al 2018 è stata segretaria generale del suo partito e poi brevemente presidente del Consiglio nazionale. Inoltre, è stata membro del Parlamento europeo dal 2009 al 2017 e vicepresidente del partito dal 2014 al 2017.

## Biografia

### Inizi e carriera politica
Elisabeth Köstinger si è diplomata alla scuola elementare Granitztal e alla scuola secondaria St. Paul im Lavanttal e si è diplomata alla Höhere Bundeslehranstalt Wolfsberg nel 1998. Dal 1999 al 2003 ha lavorato come assistente presso il Fondo regionale di assicurazione sanitaria della Carinzia. Ha poi iniziato a studiare giornalismo, scienze della comunicazione e studi culturali applicati presso l'Alpen-Adria-Universität Klagenfurt. A causa del suo lavoro come parlamentare dell'UE, tuttavia, ha interrotto gli studi. Dal 2003 al 2009 ha lavorato come libera professionista in vari settori della comunicazione.
Köstinger è stata coinvolta in organizzazioni giovanili rurali: dal 1995 al 1997 ha guidato il gruppo giovanile rurale granitztal, dopo di che è diventata direttrice distrettuale a Wolfsberg e leader regionale in Carinzia. Dal 2002 al 2006 Köstinger ha ricoperto la guida dell'Organizzazione federale della gioventù rurale austriaca. Durante questo periodo è stata delegata al Consiglio europeo dei giovani agricoltori (CEJA). Dal 2007 al 2012 è stata presidente federale dell'Associazione austriaca dei giovani agricoltori (Bauernbund-Jugend).  Nel novembre 2014 Köstinger è stata eletta vicepresidente dell'ÖVP. Nel luglio 2015, è diventata vicepresidente dell'Accademia politica dell'ÖVP.

### Europarlamentare
Dall'inizio della legislatura nel 2009, Köstinger è stata membro del Parlamento europeo, nelle elezioni europee del 2014 è stata rieletta.  Dal 2011 al 2017 è stata direttore generale parlamentare e vice capo delegazione della delegazione dell'ÖVP. Köstinger è stata membro della commissione per l'agricoltura e lo sviluppo rurale (AGRI), della commissione per i diritti della donna e l'uguaglianza di genere (FEMM) e membro supplente e portavoce aggiunto del Partito popolare europeo (PPE) in seno alla commissione per l'ambiente, la sanità pubblica e la sicurezza alimentare (ENVI).
È stata inoltre vicepresidente della delegazione alle commissioni di cooperazione parlamentare UE-Armenia, UE-Azerbaigian e UE-Georgia, nonché membro della delegazione all'Assemblea parlamentare EURO-NEST e membro supplente della delegazione all'Assemblea parlamentare paritetica ACP-UE. Inoltre, Köstinger è stata vicepresidente del Gruppo di Lavoro Gestione Forestale e Agro-Forestale nell'intergruppo "Cambiamenti climatici, biodiversità e sviluppo sostenibile".

## Vita privata
Ha un figlio con il suo compagno Thomas Kassl.